# Republika Weimarska na Zimowych Igrzyskach Olimpijskich 1932
Niemcy na Zimowych Igrzyskach Olimpijskich 1932 reprezentowało 20 zawodników (sami mężczyźni). Był to drugi start reprezentacji Niemiec na zimowych igrzyskach olimpijskich.

## Zdobyte medale
| Medal | Zawodnik | Dyscyplina      | Konkurencja      | Rezultat    |
| ----- | --- | --------------- | ---------------- | ----------- |
| Brąz  | Hanns Kilian, Sebastian Huber, Max Ludwig, Hans Mehlhorn                                                                                                 | Bobsleje        | czwórki mężczyzn | 8:00,04 min |
| Brąz  | Walter Leinweber, Alfred Heinrich, Erich Römer, Rudi Ball, Martin Schröttle, Gustav Jaenecke, Erich Herker, Werner Korff, Marquard Slevogt, Georg Strobl | Hokej na lodzie | turniej mężczyzn |             |

### Bobsleje
Mężczyźni
| Osada | Zawodnik                                                           | Konkurencja | Ślizg 1 | Ślizg 2 | Ślizg 3 | Ślizg 4 | Łącznie | Pozycja |
| ----- | ------------------------------------------------------------------ | ----------- | ------- | ------- | ------- | ------- | ------- | ------- |
| GER-1 | Hanns Kilian Sebastian Huber                                       | Dwójki      | 2:15,27 | 2:11,08 | 2:05,82 | 2:03,19 | 8:35,36 | .5.     |
| GER-2 | Werner Huth Max Ludwig                                             | Dwójki      | 2:11,53 | 2:11,58 | 2:11,32 | 2:10.62 | 8:45,05 | 7.      |
| GER-1 | Hanns Kilian Sebastian Huber Max Ludwig Hans Mehlhorn              | Czwórki     | 2:03,11 | 2:01,34 | 1:58,19 | 1:57,40 | 8:00,04 | brąz    |
| GER-2 | Walther von Mumm Hasso von Bismarck Gerhard Hessert Georg Gyssling | Czwórki     | 2:11,59 | 2:11,72 | 2:07,89 | 2:04,25 | 8:35,45 | 7.      |

### Hokej na lodzie
Reprezentacja mężczyzn
| - Walter Leinweber - Alfred Heinrich - Erich Römer - Rudi Ball - Martin Schröttle |  | - Gustav Jaenecke - Erich Herker - Werner Korff - Marquard Slevogt - Georg Strobl |

W turnieju olimpijskim wystartowały jedynie cztery zespoły. Rozgrywki toczyły się systemem każdy z każdym mecz i rewanż. Reprezentacja Niemiec wywalczyła brązowy medal.

#### Tabela końcowa
| Drużyna           | M | Mecze | Mecze | Mecze | Bramki | Bramki | Bramki | Pkt |
| Drużyna           | M | W     | R     | P     | +      | -      | +/-    | Pkt |
| ----------------- | - | ----- | ----- | ----- | ------ | ------ | ------ | --- |
| Kanada            | 6 | 5     | 1     | 0     | 32     | 4      | +28    | 11  |
| Stany Zjednoczone | 6 | 4     | 1     | 1     | 27     | 5      | +22    | 9   |
| Niemcy            | 6 | 2     | 0     | 4     | 7      | 26     | -19    | 4   |
| Polska            | 6 | 0     | 0     | 6     | 3      | 34     | -31    | 0   |

Wyniki
| 4 lutego 1932 | Niemcy | 2:1 | Polska |  |

|  | G.Jaenecke 20:12 M.Schröttle 40:22 | (0:0, 1:1, 1:0) | A.Kowalski 30:25 | Sędzia główny: Clarence Bisson Sędziowie liniowi: William Mace |

| 6 lutego 1932 | Kanada | 4:1 | Niemcy |  |

|  | W. Monson 2:02 W. Monson 14:44 N.Malloy 29:16 A.Wise 32:37 | (2:0, 2:0, 0:1) | E.Herker 53:58 | Sędzia główny: Clarence Bisson Sędziowie liniowi: William Mace |

| 7 lutego 1932 | Stany Zjednoczone | 7:0 | Niemcy |  |

|  | D.Everett 0:37 J.Chase 0:57 J.Chase 2:38 F.Nelson 24:30 W.Palmer 34:58 W.Palmer 53:42 W.Palmer 54:59 | (3:0, 2:0, 2:0) |  | Sędzia główny: Earl Blynn Sędziowie liniowi: Clarence Bisson |

| 8 lutego 1932 | Kanada | 5:0 | Niemcy |  |

|  | V.Lindquist 2:44 W.Monson 4:52 G.Garbutt 22:46 R.Rivers 45:22 A.Duncanson 48:17 | (2:0, 1:0, 2:0) |  | Sędzia główny: Clarence Bisson Sędziowie liniowi: William Mace |

| 10 lutego 1932 | Stany Zjednoczone | 8:0 | Niemcy |  |

|  | J.Chase 7:14 W.Palmer 14:43 D.Everett 27:27 J.Garisson 30:13 J.Bent 41:33 J.Bent 42:22 W.Palmer 46:35 J.Garisson 54:15 | (2:0, 2:0, 4:0) |  | Sędzia główny: Stewart McGillis Sędziowie liniowi: H.McInrue |

| 13 lutego 1932 | Niemcy | 4:1 | Polska |  |

|  | R.Ball 25:57 R.Ball 33:08 G.Strobl 42:20 R.Ball 52:15 | (0:0, 2:1, 2:0) | A.Kowalski 31:40 | Sędzia główny: Frank Greenleaf Sędziowie liniowi: Clarence Bisson |

### Łyżwiarstwo figurowe
| Zawodnik    | Konkurencja | Nota   | Pozycja |
| ----------- | ----------- | ------ | ------- |
| Ernst Baier | Soliści     | 2334,8 | 5.      |